# Anton Franki
Anton Franki (Omišalj, 2. listopada 1844. – Omišalj, 30. siječnja 1844.), hrvatski katolički svećenik, profesor crkvene povijesti i kanonskog prava, visoki dužnosnik crkvenog školstva

## Životopis
Rodio se u Omišlju na Krku. Bogosloviju je završio u Gorici. Studirao na Augustineumu. U zadarskom sjemeništu i na zagrebačkom Bogoslovnom fakultetu bio je profesor crkvene povijesti i kanonskoga prava. Obnašao je dužnost ravnatelj zagrebačkoga unijatskog sjemeništa. Kandidirao se neuspješno za krčkog biskupa. Nije mu uspjela kandidatura za krčkoga biskupa. Svetoj Stolici stigla su nepovoljna izvješća o nekim zagrebačkim svećenicima zbog čega je maknut sa zagrebačkih dužnosti. To ga je deprimiralo i zbog toga je odbio prijeći u Strossmayerovu biskupiju, kanonikat u Sv. Jeronimu u Rimu i u Krku, te se povukao na mjesto župnika u Omišlju. Napisao je više radova. Umro je u rodnom Omišlju 1908. godine.

## Vanjske poveznice
- Dr. Anton Franki (1844. - 1908.). otok-krk.org